# بريوم أخضر
بريوم أخضر (الاسم العلمي: Bryum virescens) هو نوع من النباتات يتبع جنس البريوم من فصيلة البريوية.